# Drymophila klagesi
Formigueiro-de-perijá ou choquinha-do-perijá (Drymophila klagesi) é uma espécie de pássaro da família Thamnophilidae. É encontrada nas florestas úmidas da Venezuela ao nordeste da Colômbia, na Serranía de Perijá e no norte dos Andes orientais, especialmente em associação com o bambu. Este pássaro tem 15 centímetro é encontrado em altitudes muito altas. Foi anteriormente considerado coespecífico com a espécie então representante chamada de "cauda longa", Drymophila caudata.